# Duchess of Idaho
Duchess of Idaho is een Amerikaanse muziekfilm uit 1950 onder regie van Robert Z. Leonard. Destijds werd de film in Nederland uitgebracht onder de titel De hertogin van Idaho.

## Verhaal
Christine wil haar vriendin Ellen helpen door haar rijke baas Douglas te versieren. Ellen tracht Douglas te beschermen tegen vrouwen die alleen uit zijn op zijn geld. Christine hoeft dus alleen maar te doen alsof ze het op zijn fortuin heeft gemunt, zodat Douglas inziet hoeveel hij betekent voor Ellen. De vriend van Christine begrijpt er niet niets van.

## Rolverdeling
| Acteur           | Personage                 |
| ---------------- | ------------------------- |
| Esther Williams  | Christine Riverton Duncan |
| Van Johnson      | Dick Layne                |
| John Lund        | Douglas J. Morrison jr.   |
| Paula Raymond    | Ellen Hallit              |
| Clinton Sundberg | Matson                    |
| Connie Haines    | Peggy Elliot              |
| Mel Tormé        | Cyril                     |
| Amanda Blake     | Linda Kinston             |
| Tommy Farrell    | Chuck                     |
| Sig Arno         | Le Blanche                |
| Dick Simmons     | Alec Collins              |
| Lena Horne       | Lena Horne                |
| Eleanor Powell   | Eleanor Powell            |

Ook gospelgroep The Jubalaires had een gastrol in de film.